# Ястшембя (Ловицький повіт)
Ястшембя (пол. Jastrzębia) — село в Польщі, у гміні Лович Ловицького повіту Лодзинського воєводства.
Населення — 362 особи (2011).
У 1975-1998 роках село належало до Скерневицького воєводства.

## Демографія
Демографічна структура станом на 31 березня 2011 року:
|          | Загалом | Допрацездатний вік | Працездатний вік | Постпрацездатний вік |
| -------- | ------- | ------------------ | ---------------- | -------------------- |
| Чоловіки | 185     | 44                 | 124              | 17                   |
| Жінки    | 177     | 35                 | 112              | 30                   |
| Разом    | 362     | 79                 | 236              | 47                   |